# Ike Opara
Ikenna Martin ("Ike") Opara (Durham, 21 februari 1989) is een Amerikaans voormalig voetballer die doorgaans speelde als centrale verdediger. Tussen 2010 en 2021 was hij actief voor San Jose Earthquakes, Sporting Kansas City en Minnesota United. Opara maakte in 2018 zijn debuut in het voetbalelftal van de Verenigde Staten.

## Clubcarrière
Opara speelde voor Cary Clarets, toen hij in januari 2010 gescout werd door San Jose Earthquakes, dat hem uitkoos in de SuperDraft van dat jaar. Zijn professioneel debuut maakte de middenvelder toen op 28 maart 2010 met 0–3 verloren werd van Real Salt Lake. Javier Morales maakte twee doelpunten en ook Fabián Espíndola kwam tot scoren. Opara begon aan het duel als basisspeler en hij speelde het gehele duel mee. Opara maakte zijn eerste competitiedoelpunt op 11 april 2010, in een uitwedstrijd tegen Chicago Fire. Tijdens dit duel begon hij in de basis en hij speelde het gehele duel mee. Arturo Álvarez opende de score voor San Jose Earthquakes en via Marco Pappa werd het gelijk. Uiteindelijk maakte Opara negen minuten voor tijd de winnende 1–2. In januari 2013 nam Sporting Kansas City de verdediger over. Zijn eerste seizoen bij Sporting KC leverde direct de landstitel op. In 2017 werd Opara verkozen tot beste verdediger van het MLS-seizoen. In januari 2019 maakte Opara de overstap naar Minnesota United. In augustus 2021 besloot Opara op tweeëndertigjarige leeftijd een punt te zetten achter zijn actieve loopbaan, nadat Minnesota United zijn contract afkocht.

## Clubstatistieken
| Seizoen | Club                 | Competitie          | Competitie | Competitie | Beker | Beker | Internationaal | Internationaal | Totaal | Totaal |
| Seizoen | Club                 | Competitie          | Wed.       | Dlp.       | Wed.  | Dlp.  | Wed.           | Dlp.           | Wed.   | Dlp.   |
| ------- | -------------------- | ------------------- | ---------- | ---------- | ----- | ----- | -------------- | -------------- | ------ | ------ |
| 2010    | San Jose Earthquakes | Major League Soccer | 11         | 3          | 0     | 0     | —              | —              | 11     | 3      |
| 2011    | San Jose Earthquakes | Major League Soccer | 8          | 0          | 0     | 0     | —              | —              | 8      | 0      |
| 2012    | San Jose Earthquakes | Major League Soccer | 17         | 0          | 3     | 0     | —              | —              | 20     | 0      |
| 2013    | Sporting Kansas City | Major League Soccer | 21         | 3          | 1     | 0     | 3              | 1              | 25     | 4      |
| 2014    | Sporting Kansas City | Major League Soccer | 3          | 0          | 0     | 0     | 2              | 0              | 5      | 0      |
| 2015    | Sporting Kansas City | Major League Soccer | 6          | 2          | 0     | 0     | —              | —              | 6      | 2      |
| 2016    | Sporting Kansas City | Major League Soccer | 25         | 1          | 1     | 0     | 2              | 0              | 28     | 1      |
| 2017    | Sporting Kansas City | Major League Soccer | 31         | 3          | 5     | 2     | —              | —              | 36     | 5      |
| 2018    | Sporting Kansas City | Major League Soccer | 35         | 3          | 1     | 0     | —              | —              | 36     | 3      |
| 2019    | Minnesota United     | Major League Soccer | 31         | 3          | 4     | 0     | —              | —              | 35     | 3      |
| 2020    | Minnesota United     | Major League Soccer | 2          | 2          | 2     | 0     | —              | —              | 4      | 2      |
| 2021    | Minnesota United     | Major League Soccer | 0          | 0          | 0     | 0     | —              | —              | 0      | 0      |
| Totaal  | Totaal               | Totaal              | 190        | 20         | 17    | 2     | 7              | 1              | 214    | 23     |

## Interlandcarrière
Opara maakte zijn debuut in het voetbalelftal van de Verenigde Staten op 28 januari 2018, toen met 0–0 gelijkgespeeld werd tegen Bosnië en Herzegovina. Hij mocht in de basis starten, waar hij een duo vormde centraal achterin met Walker Zimmerman. Beide spelers speelden de volledige negentig minuten mee. De andere debutant dit duel was Matt Polster (Chicago Fire).
| Interlands van Ike Opara voor Verenigde Staten | Interlands van Ike Opara voor Verenigde Staten | Interlands van Ike Opara voor Verenigde Staten | Interlands van Ike Opara voor Verenigde Staten | Interlands van Ike Opara voor Verenigde Staten | Interlands van Ike Opara voor Verenigde Staten | Interlands van Ike Opara voor Verenigde Staten |
| №                                              | Datum                                          | Wedstrijd                                      | Uitslag                                        | Competitie                                     | Goals                                          |                                                |
| Als speler bij Sporting Kansas City            | Als speler bij Sporting Kansas City            | Als speler bij Sporting Kansas City            | Als speler bij Sporting Kansas City            | Als speler bij Sporting Kansas City            | Als speler bij Sporting Kansas City            | Als speler bij Sporting Kansas City            |
| ---------------------------------------------- | ---------------------------------------------- | ---------------------------------------------- | ---------------------------------------------- | ---------------------------------------------- | ---------------------------------------------- | ---------------------------------------------- |
| 1                                              | 28 januari 2018                                | Verenigde Staten – Bosnië en Herzegovina       | 0 – 0                                          | Vriendschappelijk                              |                                                |                                                |

## Erelijst
| Major League Soccer | 1 | 2013 |